# ويل ليتل الثالث
ويل ليتل الثالث (بالإنجليزية: Will Little III)‏ هو لاعب كرة قدم أمريكي في مركز الوسط، ولد في 9 أبريل 1998 في جونسون سيتي في الولايات المتحدة. لعب مع سبورتينغ كانساس سيتي.

## وصلات خارجية
- ويل ليتل الثالث على موقع قاعدة بيانات كرة القدم.إي يو (الإنجليزية)
- ويل ليتل الثالث على موقع Soccerway.com (الإنجليزية)